# Selnica ob Muri
Selnica ob Muri je večje razloženo naselje med Ceršakom in Sladkim Vrhom v Občini Šentilj.
Prvič se omeni (Celniz) v nedatirani menjalni listini med šentpavelskim opatom Wecelinom in mejnim grofom Engelbertom II. Spanheimskim, zapisani med letoma 1106 in 1124. 
Prebivalci imajo večinoma manjše kose obdelovalne zemlje, pravih kmetov je malo. Večinoma so zaposleni v Ceršaku, Sladkem Vrhu ali Mariboru.